# Eugenia hiemalis
Eugenia hiemalis är en myrtenväxtart som beskrevs av Jacques Cambessèdes. Eugenia hiemalis ingår i släktet Eugenia och familjen myrtenväxter. Inga underarter finns listade i Catalogue of Life.